# 彭德爾頓海峽
66°0′S 66°30′W / 66.000°S 66.500°W
彭德爾頓海峽是南極洲的海峽，位於比斯科群島，分隔拉瓦錫島和雷諾島，以海豹獵船船長命名，現時由南極條約體系管理。